# カレッジ・コスモス
カレッジ・コスモス（College Cosmos）は、スペースクラフトグループとアップフロントグループの共同プロジェクトで結成された日本の女性アイドルグループ。2020年（令和2年）5月をもって活動休止。

## 概要
2018年（平成30年）、各大学のミスコンファイナリストを中心に構成されたグループ「キャンパスクイーン」（スペースクラフト所属）から選抜されたメンバーに、当時「カントリー・ガールズ」のメンバーである山木梨沙（アップフロントプロモーション所属）が加わり結成された。
グループ名の由来は「カレッジ」は大学、「コスモス」は、秩序と調和のとれた宇宙という意味の単語であり、花の秋桜を意味する単語でもある（花言葉は「乙女の真心」）ことから、美と知性を併せ持つユニットとなるように命名された。メンバー全員が現役の女子大生であることから、通常は大学卒業と同時にグループも卒業となる。

## 略歴
2018年（平成30年）
- 10月3日、カレッジ・コスモスのお披露目発表会が東京プリンスホテル・ガーデンアイランドで行われた[5]。
- 10月20日、熊谷スポーツ文化公園くまがやドームで開催された「SATOYAMA & SATOUMI with ニャオざねまつり in 熊谷」にてライブパフォーマンスを初披露した[6]。
- 11月15日、卓球Tリーグの「木下マイスター東京」および「木下アビエル神奈川」の応援公式サポーターに就任[7]。

2019年（平成31年 → 令和元年）
- 1月21日、似鳥めぐみ、病気治療のため脱退[8]。
- 3月6日、1stシングル「夢は意地悪/言葉の水を濾過したい/記号なんかじゃない私たちは」発売、メジャーデビュー[4][9]。
- 3月31日、舩田美子と脇田茉奈が就職のため、卒業[10]。
- 5月15日、オフィシャルファンクラブ開設[11]。
- 6月30日、橋本紗奈、卒業[12]。
- 8月4日、TOKYO IDOL FESTIVAL 2019に出演[13]。
- 9月1日、3月に大学を卒業した9人のメンバー（蒼乃菜月、Aya、伊藤舞、岡本真由子、坂本美咲、新家利奈、平賀咲乃、深澤京花、渡辺磨玲）の10月いっぱいでのグループ卒業、ならびに現役大学生による新メンバー加入の予定が発表された[14]。
- 10月18日、山木梨沙がカントリー・ガールズの活動休止により同年12月26日をもってグループを卒業し、カレッジ・コスモスも卒業することが発表された（カレッジ・コスモスの活動は同年10月31日まで）[15][16]。
- 10月24日、脇田璃奈が学業専念のため10月31日をもってグループを卒業することが発表された[17]。
- 10月31日、東京ドームシティ ラクーアガーデンステージにて開催された2ndシングル発売記念イベントをもって、山木梨沙、脇田璃奈、蒼乃菜月、Aya、伊藤舞、岡本真由子、坂本美咲、新家利奈、平賀咲乃、深澤京花、渡辺磨玲の11名が卒業した[16]。
- 12月13日、中島菜々が就職のためカレッジ・コスモスを卒業した[18]。

2020年（令和2年）
- 3月31日、松岡資佳、對馬桜花、松井まりがカレッジ・コスモスを卒業した[19][20]。
- 5月15日、新型コロナウィルス感染症における状況を鑑みて、カレッジ・コスモスは5月末をもってグループが活動を休止すること、また、それに伴いメンバーが卒業することを発表[21]。
- 5月31日、グループが活動休止し、メンバーが卒業。

## メンバー

### 活動休止時のメンバー
| 名前                     | 読み            | 生年月日               | 出身地   | 在籍大学・学部                                  | 備考 |
| ------------------------ | --------------- | ---------------------- | -------- | ----------------------------------------------- | --- |
| 秋月香七                 | あきづき かな   | 1998年12月3日（26歳）  | 東京都   | 慶應義塾大学 文学部 国文学専攻                  | 芸能界引退 |
| 菅真鈴                   | すが まりん     | 1997年11月21日（27歳） | 北海道   | 國學院大學 経済学部                             | ミスコン2018準グランプリ、元PEACEFULメンバー |
| 伊藤彩華                 | いとう あやか   | 1999年3月26日（25歳）  | 神奈川県 | 立教大学 異文化コミュニケーション学部           | 元子役、ミスコン2020ファイナリスト 現在はスターダストプロモーションに在籍                                                                                            |
| 雪嶋桃葉                 | ゆきしま ももは | 1998年9月13日（26歳）  | 東京都   | 成城大学 文芸学部                               | |
| 郡司奈桜（現深海くらげ） | ぐんじ なお     | 1998年4月16日（26歳）  | 福島県   | 日本大学 芸術学部 演劇学科                      | ミスiD2021ファイナリスト（ベスト・エモ賞） 2022年10月からアイドルグループ「夜明けのモニュメント」 メンバーとして活動中（「梨める」名義）。                           |
| 菜月                     | なつき          | 1998年6月25日（26歳）  | 東京都   | 日本女子体育大学 体育学部 運動科学科 舞踊学専攻 | 元子役。「彩良菜月」に改名し、スペースクラフト新アイドルプロジェクト（後のMerci Merci） メンバーとして活動（2021年3月～2023年2月） 現在は愛乙女☆DOLL研究生にて活動中 |

### 旧メンバー
| 名前       | 読み              | 生年月日               | 出身地 | 在籍大学・学部                                   | 卒業日         | 備考                                                        |
| ---------- | ----------------- | ---------------------- | ------ | ------------------------------------------------ | -------------- | ----------------------------------------------------------- |
| 似鳥めぐみ | にたどり めぐみ   | 1998年7月18日（26歳）  | 東京都 | 慶應義塾大学 文学部                              | 2019年1月21日  | 病気治療のため脱退                                          |
| 脇田茉奈   | わきた まな       | 1997年1月7日（28歳）   | 埼玉県 | 東京理科大学 経営学部                            | 2019年3月31日  | ミスコン2015ファイナリスト                                  |
| 舩田美子   | ふなだ みこ       | 1996年11月12日（28歳） | 愛媛県 | 青山学院大学 文学部 日本文学科                   | 2019年3月31日  | 元seeDream、当時の芸名は川瀬美子                            |
| 橋本紗奈   | はしもと さな     | 1997年11月5日（27歳）  | 東京都 | 中央大学 経済学部 国際経済学科                   | 2019年6月30日  | ミスコン2018ファイナリスト                                  |
| 山木梨沙   | やまき りさ       | 1997年10月14日（27歳） | 東京都 | 慶應義塾大学 商学部                              | 2019年10月31日 | カントリー・ガールズ兼任 現在はソニーグループ採用担当部所属 |
| 脇田璃奈   | わきた りな       | 1998年7月31日（26歳）  | 埼玉県 | 東京理科大学 経営学部                            | 2019年10月31日 | ミスコン2018グランプリ                                      |
| 伊藤舞     | いとう まい       | 1996年5月2日（28歳）   | ―      | 玉川大学 リベラルアーツ学部                      | 2019年10月31日 | ミスコン2016グランプリ                                      |
| Aya        | あや              | 1996年7月11日（28歳）  | 千葉県 | 立正大学 経済学部                                | 2019年10月31日 | ミスコン2017準グランプリ                                    |
| 平賀咲乃   | ひらが さきの     | 1997年3月20日（27歳）  | 東京都 | 清泉女子大学 文学部 地球市民学科                 | 2019年10月31日 | ミスコン2017ファイナリスト                                  |
| 坂本美咲   | さかもと みさき   | 1996年9月12日（28歳）  | 千葉県 | 跡見学園女子大学 文学部 臨床心理学科             | 2019年10月31日 |                                                             |
| 渡辺磨玲   | わたなべ まりん   | 1996年10月11日（28歳） | 東京都 | 国士舘大学 政経学部                              | 2019年10月31日 | 現在はFLAVE ENTERTAINMENT所属                               |
| 深澤京花   | ふかさわ きょうか | 1996年10月5日（28歳）  | 東京都 | 洗足学園音楽大学 音楽学部 バレエコース           | 2019年10月31日 |                                                             |
| 新家利奈   | にいのみ りな     | 1996年2月26日（29歳）  | 愛知県 | 武蔵野大学 人間科学部                            | 2019年10月31日 | ミスコン2016準グランプリ                                    |
| 岡本真由子 | おかもと まゆこ   | 1995年9月20日（29歳）  | 広島県 | 早稲田大学 人間科学部                            | 2019年10月31日 |                                                             |
| 蒼乃菜月   | あおの なつき     | 1997年3月29日（27歳）  | 東京都 | 慶應義塾大学 文学部 美学美術史学専攻             | 2019年10月31日 |                                                             |
| 中島菜々   | なかじま なな     | 1997年8月14日（27歳）  | 長野県 | 東京農業大学 応用生物科学部 バイオサイエンス学科 | 2019年12月13日 |                                                             |
| 松岡資佳   | まつおか もとか   | 1997年12月23日（27歳） | 東京都 | 実践女子大学 人間社会学部                        | 2020年3月31日  |                                                             |
| 對馬桜花   | つしま はるか     | 1999年3月24日（25歳）  | 東京都 | 立教大学 文学部 文学科 ドイツ文学専修            | 2020年3月31日  | 元子役                                                      |
| 松井まり   | まつい まり       | 1996年10月22日（28歳） | 東京都 | 中央大学 法学部 法律学科                         | 2020年3月31日  | ミスコン2017ファイナリスト                                  |

## 作品

### シングル
|   | 発売日        | タイトル                                                     | 規格品番 | 備考 | 最高位 |
| - | ------------- | ------------------------------------------------------------ | --- | --- | ------ |
| 1 | 2019年3月6日  | 夢は意地悪/ 言葉の水を濾過したい/ 記号なんかじゃない私たちは | 初回生産限定盤A（EPCE-7479） 初回生産限定盤B（EPCE-7480） 初回生産限定盤C（EPCE-7481） 通常盤（EPCE-7483）                                                            | 「言葉の水を濾過したい」は 2018年10月3日より先行配信                                                                                    | 13位   |
| 2 | 2019年10月9日 | 幸せのありかはどちらですか/ わたし革命                       | 初回生産限定盤A（EPCE-7522） 初回生産限定盤B（EPCE-7523） 初回生産限定盤C（EPCE-7524） 初回生産限定盤D（EPCE-7525） 初回生産限定盤SP（EPCE-7526） 通常盤（EPCE-7528） | 「幸せのありかはどちらですか」は TBSテレビ（関東ローカル）『ふるさとの夢』 5期（第138回 - 第157回(最終回)）エンディングテーマとして起用 | 11位   |